# Igor Liba
Igor Liba (* 4. listopadu 1960 Prešov) je bývalý československý hokejový útočník. Kromě domácí soutěže hrál i v zahraničních ligách, včetně NHL. Je držitelem Zlaté hokejky za rok 1984, od roku 2005 je členem Síně slávy slovenského hokeje a od roku 2024 členem Síně slávy IIHF. Rovněž je členem Klubu hokejových střelců deníku Sport.
V současnosti se věnuje trenérské práci. V roce 2012 založil obci Čaňa hokejovou akademii, kde trénují malí žáci ve věku 6–15 let.

## Reprezentace
V roce 1978 byl členem reprezentace do 18 let na mistrovství Evropy ve Finsku. V juniorské kategorii si zahrál dvakrát na mistrovství světa do dvaceti let – 1979 v SSSR (stříbro) a 1980 ve Finsku.
V osmdesátých letech patřil k oporám československé reprezentace. Celkem šestkrát startoval na mistrovství světa – 1982 ve Finsku (stříbro), 1983 v Západním Německu (stříbro), 1985 v Československu (zlato), 1986 v SSSR (páté místo), 1987 v Rakousku (bronz) a 1992 opět v Československu (bronz).
Třikrát nastoupil na olympijském hokejovém turnaji – 1984 v Sarajevu (stříbro), 1988 v Calgary (6. místo) a 1992 v Albertville (bronz).
Také si zahrál dvakrát na Kanadském poháru v letech 1984 a 1987.
Celkově nastřádal 211 utkání, ve kterých 66x skóroval. Jednou si zahrál také za samostatnou slovenskou reprezentaci.

## Statistiky reprezentace
| Rok                  | Reprezentace         | Turnaj               | Z  | G  | A  | B  | TM |
| -------------------- | -------------------- | -------------------- | -- | -- | -- | -- | -- |
| 1979                 | Československo 20    | MS 20                | 5  | 0  | 0  | 0  | 0  |
| 1980                 | Československo 20    | MS 20                | 5  | 4  | 1  | 5  | 4  |
| 1982                 | Československo       | MS                   | 10 | 3  | 2  | 5  | 6  |
| 1983                 | Československo       | MS                   | 10 | 2  | 8  | 10 | 6  |
| 1984                 | Československo       | OH                   | 7  | 4  | 3  | 7  | 6  |
| 1984                 | Československo       | KP                   | 5  | 2  | 3  | 5  | 6  |
| 1985                 | Československo       | MS                   | 10 | 2  | 5  | 7  | 16 |
| 1986                 | Československo       | MS                   | 10 | 2  | 4  | 6  | 18 |
| 1987                 | Československo       | MS                   | 10 | 2  | 3  | 5  | 12 |
| 1987                 | Československo       | KP                   | 6  | 0  | 4  | 4  | 6  |
| 1988                 | Československo       | OH                   | 8  | 4  | 6  | 10 | 8  |
| 1992                 | Československo       | OH                   | 4  | 1  | 2  | 3  | 4  |
| 1992                 | Československo       | MS                   | 8  | 2  | 1  | 3  | 10 |
| Mistrovství světa 6x | Mistrovství světa 6x | Mistrovství světa 6x | 58 | 13 | 23 | 36 | 68 |
| Olympijské hry 3x    | Olympijské hry 3x    | Olympijské hry 3x    | 19 | 9  | 11 | 20 | 18 |
| Kanadský pohár 2x    | Kanadský pohár 2x    | Kanadský pohár 2x    | 11 | 2  | 7  | 9  | 12 |

## Klubová kariéra
V letech 1977–79 nastupoval ve třetí nejvyšší soutěži za mateřský Prešov, poté se jako devatenáctiletý přesunul do Košic, kde od sezony 1979/80 nastupoval v první lize. V letech 1982–84 v rámci vojenské služby hrál za jihlavskou Duklu, následně se vrátil do Košic. Čtyřikrát se stal mistrem ligy – v letech 1983, 1984 (s Jihlavou), 1986 a 1988 (s Košicemi). V sezoně 1981/82 byl nejlepším ligovým střelcem, v ročníku 1983/84 byl zařazen do All star týmu, o dva roky později byl nejlepším nahrávačem.
V roce 1988 mu bylo umožněno odejít do NHL, kde se stal hráčem Minnesoty North Star, kterou však opustil, když jej chtěl trenér poslat do farmářského klubu. Debut v lize si odbyl za New York Rangers, kde hned při svém prvním zápase dva góly dal a na další dva nahrál a slavil výhru 4:2 proti Calgary Flames. Z New Yorku byl v průběhu sezony vyměněn do Los Angeles Kings, kde hrál po boku Waynea Gretzkyho, se kterým při zápasech venku sdílel pokoj. Sezona 1988/89 byla jeho jedinou v NHL. V 37 utkáních základní části nastřádal 25 bodů (7 gólů a 18 asistencí), dvakrát nastoupil v playoff.
V sezoně 1989/90 již opět hájil barvy Košic, ve kterých zahájil i další ročník – tehdy ale po dvou odehraných zápasech zamířil do celku švýcarské ligy EHC Biel. I sezonu 1991/92 načal v Košicích, ale pak jí dohrál v italském klubu Fiemme. Další rok nastupoval za finský celek TuTo ve druhé lize. V letech 1993–96 hrál za rakouský klub HC Zeltweg, kterému v prvním roce působení pomohl do nejvyšší soutěže. V sezoně 1996/97 hrál slovenskou extraligu za HC Spišská Nová Ves. V tomto klubu hrál i v následujícím ročníku. Extraligovou sezonu 1998/99 strávil v Košicích, kde slavil mistrovský titul. Po ročním angažmá v HC Zeltweg pak v sezoně 2000/01 hájil ve druhé nejvyšší slovenské soutěži barvy HK VTJ Farmakol Prešov. Ročník 2001/02 vynechal, ale následující sezonu se ještě objevil na ledě – hrál extraligu za Spišskou Novou Ves a 1. ligu za Prešov. Pak již kariéru uzavřel definitivně.